# Frederik III van de Palts
Frederik III van de Palts bijgenaamd de Vrome (Simmern, 14 februari 1515 - Heidelberg, 26 oktober 1576) was onder de naam Frederik II 1557 tot 1559 vorst van Palts-Simmern en onder de naam Frederik III van 1559 tot aan zijn dood keurvorst van de Palts. Hij behoorde tot de linie Palts-Simmern van het huis Wittelsbach.

## Levensloop
Frederik III was de zoon van vorst Johan II van Palts-Simmern en Beatrix van Baden, dochter van markgraaf Christoffel I van Baden. Hij was de broer van Sabina van Beieren (echtgenote van Lamoraal van Egmont). Op het hof van zijn vader in Keulen kreeg Frederik een strenge rooms-katholieke opvoeding, maar onder de invloed van zijn echtgenote Maria van Brandenburg-Kulmbach werd hij een voorstander van de Reformatie en in 1546 bekeerde hij zich officieel tot het protestantisme.
Van 1557 tot 1559 was hij in opvolging van zijn vader vorst van Palts-Simmern. Na de dood van de kinderloze keurvorst Otto Hendrik werd hij op 12 februari 1559 benoemd tot keurvorst van de Palts. Onder zijn voorganger hadden lutherse en calvijnse theologen bescherming gevonden in de Palts. In de zomer van 1559 ontstond er een conflict tussen de lutheranen en de calvinisten wegens discussies over de eucharistie. Om een duidelijk beeld te krijgen over het conflict hield Frederik zich dag en nacht bezig met theologische studies en dit leidde hem meer en meer naar het calvinisme. Hierdoor koos hij in het conflict tussen lutheranen en calvinisten de kant van de calvinisten. In januari 1561 bekeerde Frederik III zich tot deze godsdienst.
Na zijn bekering tot het calvinisme liet Frederik alle afbeeldingen van heiligen, Rooms-katholieke klerikale kledij, doopvonten en andere vereringsvoorwerpen zoals relieken uit de kerken weghalen. De inkomsten van kloosters en stichtingen werden geconfisqueerd en ze moesten zich vanaf dan richten naar het Evangelische kerkvoorstel van liefdadigheid. In 1563 voerde Frederik III de Heidelbergse Catechismus in als doctrinenorm en als instructie voor de jeugd. 
De kerkorde van 15 november 1563 en de consistorieorde van 1564 bevestigden deze veranderingen. De maatregelen van Frederik veroorzaakten heel wat deining en vijandigheid bij de lutheranen. In 1565 eiste keizer Maximiliaan II dat de verandering ongedaan werden gemaakt en in 1566 werd dit ook geëist in een decreet dat unaniem goedgekeurd werd op de Rijksdag van Augsburg, maar Frederik III legde dit allemaal naast zich neer.
Nadat Frederik III de hervormingspolitiek had voltooid in de Rijnpalts, wilde hij hetzelfde doen in de Opper-Palts. Dit werd aanvankelijk tegengewerkt door de lutherse Staten, maar in 1570 introduceerde Frederik een strenge kerkdiscipline waardoor hij de geplande hervormingen in de Opper-Palts alsnog kon doorvoeren.
In 1562 maakte Frederik III van de stad Frankenthal een toevluchtsoord voor protestanten die uit de Nederlanden waren verdreven. In 1567 en in 1576 stuurde hij zijn lievelingszoon Johan Casimir naar Frankrijk om de hugenoten bij te staan. In 1569 begeleidde hij ook vorst Wolfgang van Palts-Zweibrücken op diens weg naar Frankrijk om mee te vechten met de hugenoten.
De laatste jaren van Frederik III werden overschaduwd door binnenlandse beproeving. Zijn oudste zoon Lodewijk VI was namelijk lutheraans, waardoor het ernaar uitzag dat de calvinistische hervormingen van Frederik III na zijn dood ongedaan zouden worden gemaakt. Om zijn calvinistische hervormingen deels in stand te kunnen houden, gaf Frederik in zijn testament een gebied in de Neder-Palts, het vorstendom Palts-Lautern, aan zijn calvinistische zoon Johan Casimir. 
In oktober 1576 stierf Frederik op 61-jarige leeftijd. Hij werd begraven in de Heilige Geestkerk van Heidelberg.

## Huwelijken en nakomelingen
Op 21 oktober 1537 huwde Frederik III met Maria van Brandenburg-Kulmbach (1519-1567), dochter van markgraaf Casimir van Brandenburg-Kulmbach. Ze kregen elf kinderen:
- Alberta (1538-1553)
- Lodewijk VI (1539-1583), keurvorst van de Palts
- Elisabeth (1540-1594), huwde in 1558 met hertog Johan Frederik II van Saksen
- Herman Lodewijk (1541-1556)
- Johan Casimir (1543-1592), vorst van Palts-Lautern
- Dorothea Susanna (1544-1592), huwde in 1560 met hertog Johan Willem van Saksen-Weimar
- Albrecht (1546-1547)
- Anna Elisabeth (1549-1609), huwde in 1559 met landgraaf Filips II van Hessen-Rheinfels en in 1599 met vorst Johan August van Palts-Lützelstein
- Christoffel (1551-1574)
- Karel (1552-1555)
- Cunegonda Jacoba (1556-1586), huwde in 1580 met graaf Jan VI van Nassau-Dillenburg

Na de dood van zijn eerste echtgenote hertrouwde hij in 1569 met Amalia van Nieuwenaar-Alpen (1540-1602). Dit huwelijk bleef kinderloos.

## Kwartierstaat
| Frederik I van Palts-Simmern (1417-1480) | Frederik I van Palts-Simmern (1417-1480) | Frederik I van Palts-Simmern (1417-1480) | Frederik I van Palts-Simmern (1417-1480) | Frederik I van Palts-Simmern (1417-1480) | Frederik I van Palts-Simmern (1417-1480) | Margaretha van Egmont (1436-1486)     | Margaretha van Egmont (1436-1486)     | Margaretha van Egmont (1436-1486)     | Margaretha van Egmont (1436-1486)     | Margaretha van Egmont (1436-1486)      | Margaretha van Egmont (1436-1486)      |                                        |                                        | Johan II van Nassau-Saarbrücken (1433-1572) | Johan II van Nassau-Saarbrücken (1433-1572) | Johan II van Nassau-Saarbrücken (1433-1572) | Johan II van Nassau-Saarbrücken (1433-1572) | Johan II van Nassau-Saarbrücken (1433-1572) | Johan II van Nassau-Saarbrücken (1433-1572) | Johanna van Loon-Heinsberg (1443-1469)     | Johanna van Loon-Heinsberg (1443-1469)     | Johanna van Loon-Heinsberg (1443-1469) | Johanna van Loon-Heinsberg (1443-1469) | Johanna van Loon-Heinsberg (1443-1469) | Johanna van Loon-Heinsberg (1443-1469) |                                      |                                      | Karel I van Baden (1427-1475)        | Karel I van Baden (1427-1475)        | Karel I van Baden (1427-1475) | Karel I van Baden (1427-1475) | Karel I van Baden (1427-1475)         | Karel I van Baden (1427-1475)         | Catharina van Oostenrijk (1420-1493)  | Catharina van Oostenrijk (1420-1493)  | Catharina van Oostenrijk (1420-1493)  | Catharina van Oostenrijk (1420-1493)  | Catharina van Oostenrijk (1420-1493) | Catharina van Oostenrijk (1420-1493) |                                      |                                      | Filips II van Katzenelnbogen (1427-1453) | Filips II van Katzenelnbogen (1427-1453) | Filips II van Katzenelnbogen (1427-1453) | Filips II van Katzenelnbogen (1427-1453) | Filips II van Katzenelnbogen (1427-1453) | Filips II van Katzenelnbogen (1427-1453) | Ottilie von Nassau-Dillenburg (1437-1493) | Ottilie von Nassau-Dillenburg (1437-1493) | Ottilie von Nassau-Dillenburg (1437-1493) | Ottilie von Nassau-Dillenburg (1437-1493) | Ottilie von Nassau-Dillenburg (1437-1493) | Ottilie von Nassau-Dillenburg (1437-1493) |  |  |  |  |  |  |  |  |  |  |  |  |  |  |  |  |  |  |  |  |  |  |  |  |  |  |  |  |  |  |  |  |  |  |  |  |  |  |  |  |  |  |  |  |  |  |  |  |
| Frederik I van Palts-Simmern (1417-1480) | Frederik I van Palts-Simmern (1417-1480) | Frederik I van Palts-Simmern (1417-1480) | Frederik I van Palts-Simmern (1417-1480) | Frederik I van Palts-Simmern (1417-1480) | Frederik I van Palts-Simmern (1417-1480) | Margaretha van Egmont (1436-1486)     | Margaretha van Egmont (1436-1486)     | Margaretha van Egmont (1436-1486)     | Margaretha van Egmont (1436-1486)     | Margaretha van Egmont (1436-1486)      | Margaretha van Egmont (1436-1486)      |                                        |                                        | Johan II van Nassau-Saarbrücken (1433-1572) | Johan II van Nassau-Saarbrücken (1433-1572) | Johan II van Nassau-Saarbrücken (1433-1572) | Johan II van Nassau-Saarbrücken (1433-1572) | Johan II van Nassau-Saarbrücken (1433-1572) | Johan II van Nassau-Saarbrücken (1433-1572) | Johanna van Loon-Heinsberg (1443-1469)     | Johanna van Loon-Heinsberg (1443-1469)     | Johanna van Loon-Heinsberg (1443-1469) | Johanna van Loon-Heinsberg (1443-1469) | Johanna van Loon-Heinsberg (1443-1469) | Johanna van Loon-Heinsberg (1443-1469) |                                      |                                      | Karel I van Baden (1427-1475)        | Karel I van Baden (1427-1475)        | Karel I van Baden (1427-1475) | Karel I van Baden (1427-1475) | Karel I van Baden (1427-1475)         | Karel I van Baden (1427-1475)         | Catharina van Oostenrijk (1420-1493)  | Catharina van Oostenrijk (1420-1493)  | Catharina van Oostenrijk (1420-1493)  | Catharina van Oostenrijk (1420-1493)  | Catharina van Oostenrijk (1420-1493) | Catharina van Oostenrijk (1420-1493) |                                      |                                      | Filips II van Katzenelnbogen (1427-1453) | Filips II van Katzenelnbogen (1427-1453) | Filips II van Katzenelnbogen (1427-1453) | Filips II van Katzenelnbogen (1427-1453) | Filips II van Katzenelnbogen (1427-1453) | Filips II van Katzenelnbogen (1427-1453) | Ottilie von Nassau-Dillenburg (1437-1493) | Ottilie von Nassau-Dillenburg (1437-1493) | Ottilie von Nassau-Dillenburg (1437-1493) | Ottilie von Nassau-Dillenburg (1437-1493) | Ottilie von Nassau-Dillenburg (1437-1493) | Ottilie von Nassau-Dillenburg (1437-1493) |  |  |  |  |  |  |  |  |  |  |  |  |  |  |  |  |  |  |  |  |  |  |  |  |  |  |  |  |  |  |  |  |  |  |  |  |  |  |  |  |  |  |  |  |  |  |  |  |
|                                          |                                          |                                          |                                          |                                          |                                          |                                       |                                       |                                       |                                       |                                        |                                        |                                        |                                        |                                             |                                             |                                             |                                             |                                             |                                             |                                            |                                            |                                        |                                        |                                        |                                        |                                      |                                      |                                      |                                      |                               |                               |                                       |                                       |                                       |                                       |                                       |                                       |                                      |                                      |                                      |                                      |                                          |                                          |                                          |                                          |                                          |                                          |                                           |                                           |                                           |                                           |                                           |                                           |  |  |  |  |  |  |  |  |  |  |  |  |  |  |  |  |  |  |  |  |  |  |  |  |  |  |  |  |  |  |  |  |  |  |  |  |  |  |  |  |  |  |  |  |  |  |  |  |
|                                          |                                          |                                          |                                          | Johan I van Palts-Simmern (1459-1509)    | Johan I van Palts-Simmern (1459-1509)    | Johan I van Palts-Simmern (1459-1509) | Johan I van Palts-Simmern (1459-1509) | Johan I van Palts-Simmern (1459-1509) | Johan I van Palts-Simmern (1459-1509) |                                        |                                        |                                        |                                        |                                             |                                             | Johanna van Nassau-Saarbrücken (1464-1521)  | Johanna van Nassau-Saarbrücken (1464-1521)  | Johanna van Nassau-Saarbrücken (1464-1521)  | Johanna van Nassau-Saarbrücken (1464-1521)  | Johanna van Nassau-Saarbrücken (1464-1521) | Johanna van Nassau-Saarbrücken (1464-1521) |                                        |                                        |                                        |                                        |                                      |                                      |                                      |                                      |                               |                               | Christoffel I van Baden (1453-1527)   | Christoffel I van Baden (1453-1527)   | Christoffel I van Baden (1453-1527)   | Christoffel I van Baden (1453-1527)   | Christoffel I van Baden (1453-1527)   | Christoffel I van Baden (1453-1527)   |                                      |                                      |                                      |                                      |                                          |                                          | Ottilia van Katzenelnbogen (1451-1517)   | Ottilia van Katzenelnbogen (1451-1517)   | Ottilia van Katzenelnbogen (1451-1517)   | Ottilia van Katzenelnbogen (1451-1517)   | Ottilia van Katzenelnbogen (1451-1517)    | Ottilia van Katzenelnbogen (1451-1517)    |                                           |                                           |                                           |                                           |  |  |  |  |  |  |  |  |  |  |  |  |  |  |  |  |  |  |  |  |  |  |  |  |  |  |  |  |  |  |  |  |  |  |  |  |  |  |  |  |  |  |  |  |  |  |  |  |
|                                          |                                          |                                          |                                          | Johan I van Palts-Simmern (1459-1509)    | Johan I van Palts-Simmern (1459-1509)    | Johan I van Palts-Simmern (1459-1509) | Johan I van Palts-Simmern (1459-1509) | Johan I van Palts-Simmern (1459-1509) | Johan I van Palts-Simmern (1459-1509) |                                        |                                        |                                        |                                        |                                             |                                             | Johanna van Nassau-Saarbrücken (1464-1521)  | Johanna van Nassau-Saarbrücken (1464-1521)  | Johanna van Nassau-Saarbrücken (1464-1521)  | Johanna van Nassau-Saarbrücken (1464-1521)  | Johanna van Nassau-Saarbrücken (1464-1521) | Johanna van Nassau-Saarbrücken (1464-1521) |                                        |                                        |                                        |                                        |                                      |                                      |                                      |                                      |                               |                               | Christoffel I van Baden (1453-1527)   | Christoffel I van Baden (1453-1527)   | Christoffel I van Baden (1453-1527)   | Christoffel I van Baden (1453-1527)   | Christoffel I van Baden (1453-1527)   | Christoffel I van Baden (1453-1527)   |                                      |                                      |                                      |                                      |                                          |                                          | Ottilia van Katzenelnbogen (1451-1517)   | Ottilia van Katzenelnbogen (1451-1517)   | Ottilia van Katzenelnbogen (1451-1517)   | Ottilia van Katzenelnbogen (1451-1517)   | Ottilia van Katzenelnbogen (1451-1517)    | Ottilia van Katzenelnbogen (1451-1517)    |                                           |                                           |                                           |                                           |  |  |  |  |  |  |  |  |  |  |  |  |  |  |  |  |  |  |  |  |  |  |  |  |  |  |  |  |  |  |  |  |  |  |  |  |  |  |  |  |  |  |  |  |  |  |  |  |
|                                          |                                          |                                          |                                          |                                          |                                          |                                       |                                       |                                       |                                       | Johan II van Palts-Simmern (1492-1557) | Johan II van Palts-Simmern (1492-1557) | Johan II van Palts-Simmern (1492-1557) | Johan II van Palts-Simmern (1492-1557) | Johan II van Palts-Simmern (1492-1557)      | Johan II van Palts-Simmern (1492-1557)      |                                             |                                             |                                             |                                             |                                            |                                            |                                        |                                        |                                        |                                        |                                      |                                      |                                      |                                      |                               |                               |                                       |                                       |                                       |                                       |                                       |                                       | Beatrix van Baden (1492-1535)        | Beatrix van Baden (1492-1535)        | Beatrix van Baden (1492-1535)        | Beatrix van Baden (1492-1535)        | Beatrix van Baden (1492-1535)            | Beatrix van Baden (1492-1535)            |                                          |                                          |                                          |                                          |                                           |                                           |                                           |                                           |                                           |                                           |  |  |  |  |  |  |  |  |  |  |  |  |  |  |  |  |  |  |  |  |  |  |  |  |  |  |  |  |  |  |  |  |  |  |  |  |  |  |  |  |  |  |  |  |  |  |  |  |
|                                          |                                          |                                          |                                          |                                          |                                          |                                       |                                       |                                       |                                       | Johan II van Palts-Simmern (1492-1557) | Johan II van Palts-Simmern (1492-1557) | Johan II van Palts-Simmern (1492-1557) | Johan II van Palts-Simmern (1492-1557) | Johan II van Palts-Simmern (1492-1557)      | Johan II van Palts-Simmern (1492-1557)      |                                             |                                             |                                             |                                             |                                            |                                            |                                        |                                        |                                        |                                        |                                      |                                      |                                      |                                      |                               |                               |                                       |                                       |                                       |                                       |                                       |                                       | Beatrix van Baden (1492-1535)        | Beatrix van Baden (1492-1535)        | Beatrix van Baden (1492-1535)        | Beatrix van Baden (1492-1535)        | Beatrix van Baden (1492-1535)            | Beatrix van Baden (1492-1535)            |                                          |                                          |                                          |                                          |                                           |                                           |                                           |                                           |                                           |                                           |  |  |  |  |  |  |  |  |  |  |  |  |  |  |  |  |  |  |  |  |  |  |  |  |  |  |  |  |  |  |  |  |  |  |  |  |  |  |  |  |  |  |  |  |  |  |  |  |
|                                          |                                          |                                          |                                          |                                          |                                          |                                       |                                       |                                       |                                       |                                        |                                        |                                        |                                        |                                             |                                             |                                             |                                             |                                             |                                             |                                            |                                            |                                        |                                        |                                        |                                        |                                      |                                      |                                      |                                      |                               |                               |                                       |                                       |                                       |                                       |                                       |                                       |                                      |                                      |                                      |                                      |                                          |                                          |                                          |                                          |                                          |                                          |                                           |                                           |                                           |                                           |                                           |                                           |  |  |  |  |  |  |  |  |  |  |  |  |  |  |  |  |  |  |  |  |  |  |  |  |  |  |  |  |  |  |  |  |  |  |  |  |  |  |  |  |  |  |  |  |  |  |  |  |
|                                          |                                          |                                          |                                          |                                          |                                          |                                       |                                       |                                       |                                       |                                        |                                        |                                        |                                        |                                             |                                             |                                             |                                             |                                             |                                             |                                            |                                            |                                        |                                        |                                        |                                        |                                      |                                      |                                      |                                      |                               |                               |                                       |                                       |                                       |                                       |                                       |                                       |                                      |                                      |                                      |                                      |                                          |                                          |                                          |                                          |                                          |                                          |                                           |                                           |                                           |                                           |                                           |                                           |  |  |  |  |  |  |  |  |  |  |  |  |  |  |  |  |  |  |  |  |  |  |  |  |  |  |  |  |  |  |  |  |  |  |  |  |  |  |  |  |  |  |  |  |  |  |  |  |
| Catharina van Palts-Simmern (1510-1572)  | Catharina van Palts-Simmern (1510-1572)  | Catharina van Palts-Simmern (1510-1572)  | Catharina van Palts-Simmern (1510-1572)  | Catharina van Palts-Simmern (1510-1572)  | Catharina van Palts-Simmern (1510-1572)  |                                       |                                       | Frederik III van de Palts (1515-1576) | Frederik III van de Palts (1515-1576) | Frederik III van de Palts (1515-1576)  | Frederik III van de Palts (1515-1576)  | Frederik III van de Palts (1515-1576)  | Frederik III van de Palts (1515-1576)  |                                             |                                             | Brigitta van Palts-Simmern (1516-1562)      | Brigitta van Palts-Simmern (1516-1562)      | Brigitta van Palts-Simmern (1516-1562)      | Brigitta van Palts-Simmern (1516-1562)      | Brigitta van Palts-Simmern (1516-1562)     | Brigitta van Palts-Simmern (1516-1562)     |                                        |                                        | George van Palts-Simmern (1518-1569)   | George van Palts-Simmern (1518-1569)   | George van Palts-Simmern (1518-1569) | George van Palts-Simmern (1518-1569) | George van Palts-Simmern (1518-1569) | George van Palts-Simmern (1518-1569) |                               |                               | Richard van Palts-Simmern (1521-1598) | Richard van Palts-Simmern (1521-1598) | Richard van Palts-Simmern (1521-1598) | Richard van Palts-Simmern (1521-1598) | Richard van Palts-Simmern (1521-1598) | Richard van Palts-Simmern (1521-1598) |                                      |                                      | Sabina van Palts-Simmern (1528-1578) | Sabina van Palts-Simmern (1528-1578) | Sabina van Palts-Simmern (1528-1578)     | Sabina van Palts-Simmern (1528-1578)     | Sabina van Palts-Simmern (1528-1578)     | Sabina van Palts-Simmern (1528-1578)     |                                          |                                          | ... + 5 zusters en 1 broer                | ... + 5 zusters en 1 broer                | ... + 5 zusters en 1 broer                | ... + 5 zusters en 1 broer                | ... + 5 zusters en 1 broer                | ... + 5 zusters en 1 broer                |  |  |  |  |  |  |  |  |  |  |  |  |  |  |  |  |  |  |  |  |  |  |  |  |  |  |  |  |  |  |  |  |  |  |  |  |  |  |  |  |  |  |  |  |  |  |  |  |